# Ze'ev Bielski
Ze'ev Bielski (em hebraico: זאב בילסקי; Jerusalém, 13 de março de 1949) é um político israelita, o qual serviu como prefeito de Ra'anana em duas ocasiões: de 1985 a 2003 e desde 2013. Também se destacou na Agência Judaica e Organização Sionista Mundial e foi membro da Knesset entre 2009 e 2013. Bielski é o fundador do Fórum de Israel, o qual facilita o ingresso de jovens judeus à universidade e à economia. Também, foi jogador da Liga de Basquete Nacional do país asiático.

## Vida pessoal
Bielski nasceu e cresceu em Jerusalém. Serviu, de 1967 a 1970, às Forças de Defesa de Israel (IDF), na qual atingiu o cargo de major. Além disso, o político israelita graduou-se em Economia pela Universidade Hebraica de Jerusalém.
Ele é casado com Caron Sacks, irmã da artista Leslie Sacks e do empresário Rodney Sacks, a qual conheceu em seus trabalhos na África do Sul. Com ela, teve três filhos: duas meninas, Adi e Tali, e um menino, Eran.

## Carreira política
Entre 1977 e 1980, Ze'ev Bielski era o líder da Agência Judaica na África do Sul. Em 1989, depois de voltar a Israel, tornou-se prefeito da cidade de Ra'anana. Durante sua gestão, também serviu como vice-presidente da União de Autoridades Locais em Israel entre 1996 e 1999 e como presidente nacional da organização antidrogas Al-Sam de 1994 a 1996.
Em 23 de junho de 2005, ele foi eleito membro da Organização Sionista Mundial, filiado ao Herut, partido de direita. Em 28 de junho, conseguiu o título de 'Salai Meridor' pelo presidente da Agência Judaica. Sua candidatura para essa posição foi apoiada por Ariel Sharon. Antes das eleições gerais de 2009, ingressou ao Knesset e, portanto, optou por não disputar as de 2013.
Em uma afirmação controversa, Bielski disse ao Jerusalem Post que os "judeus nos Estados Unidos não tem futuro no país, devido à imensidão do território americano; dessa forma, todos os judeus devem se mover para Israel".